# لويزيانا الفرنسية

لويزيانا الفرنسية

لويزيانا الفرنسية (بالفرنسية:  La Louisiane française)‏ هي مقاطعة في فرنسا الجديدة عاصمتها مدينة نيو أورلينز. سميت لويزيانا بهذا الاسم نسبة إلى ملك فرنسا لويس الرابع عشر. بيعت المقاطعة عام 1803 للولايات المتحدة.